# 24. српска дивизија НОВЈ
Двадесет четврта српска дивизија НОВЈ формирана је 10. јуна 1944. године на подручју Јабланице у Пустој реци. При оснивању у њен састав су ушле Једанаеста и Седамнаеста српска бригада НОВЈ, а ускоро су ушле и Тринаеста (13. јуна) и Петнаеста српска бригада НОВЈ (20. јуна). Крајем новембра, из њеног састава изишла је Петнаеста бригада. Дивизија је првобитно носила назив Четврта српска дивизија.
Приликом формирања, дивизија је имала око 2000, а 28. фебруара 1945. 9185 бораца.
До 6. септембра 1944, дивизија је била под командом Главног штаба НОВ и ПО Србије, потом у саставу Тринаестог српског корпуса.

## Борбени пут дивизије
Значајније борбе водила је у јуну са бугарском 27. дивизијом на планини Радану, код Петровца, Расовице, у којима је разбила један бугарски пук. Крајем јуна и почетком јула водила је борбе са деловима Јужноморавске и Расинско-топличке групе корпуса ЈВуО.
За време Топличко-јабланичке операције у јулу, заједно са 21. српском дивизијом примила је главни терет борбе у борбама са Четвртом групом јуришних корпуса ЈВуО, деловима Српске државне страже и деловима бугарске 27. дивизије. Потукла је и већим делом заробила снаге бугарског 123. пука у селу Прекопчелици.
После ове операције, дивизија је дејствовала у простору Лебана, на комуникацији Лесковац–Врање и Лесковац–Лебане, и до почетка септембра водила је борбе с немачким јединицама групе армија Е, нарочито у Грделичкој клисури, код Дољевца и Лесковца који је 30. августа и 19./20. септембра нападала, продрла у град, али се оба пута повукла.
За време извођења Нишке операције дејствовала је западно од Ниша. Са 47. српском дивизијом на линији Дољевац–Мрамор уз подршку артиљерије Бугарске тенковске бригаде водила је 12. октобра тешке борбе против главнине 7. СС дивизије „Принц Еуген“, а 14. октобра у садејству с истим јединицама и уз подршку авијације Црвене армије, потпуно је разбијена главнина немачке 7. СС дивизије на простору Мрамор–Југ-Богдановац, при чему су заплењене велике количине ратног материјала.
У Косовској операцији, дивизија је дејствовала на десном крилу распореда и истакла се у борбама на линији Угљарски крш–Кртињак–Тачевац и заузимањем Бајгоре од 23. до 28. октобра.
Од 3. децембра 1944, дивизија је стављена под команду Главног штаба НОВ и ПО Србије и чистила је на Косову терен од балиста и других албанских непријатељских снага. Од марта 1945, постала је резерва Генералштаба ЈА.